# Музей современного искусства (Болонья)
Музей современного искусства в Болонье (итал. Museo d'arte moderna di Bologna, сокр. MAMbo) — музей в Болонье, Италия, посвящённый современному искусству.
В музее собраны образцы итальянского искусства со времён Второй мировой войны по настоящее время; на его территории работают как постоянная экспозиция, так и временные выставки; проводятся театрализованные представления, концерты и кинопоказы.

## История и деятельность

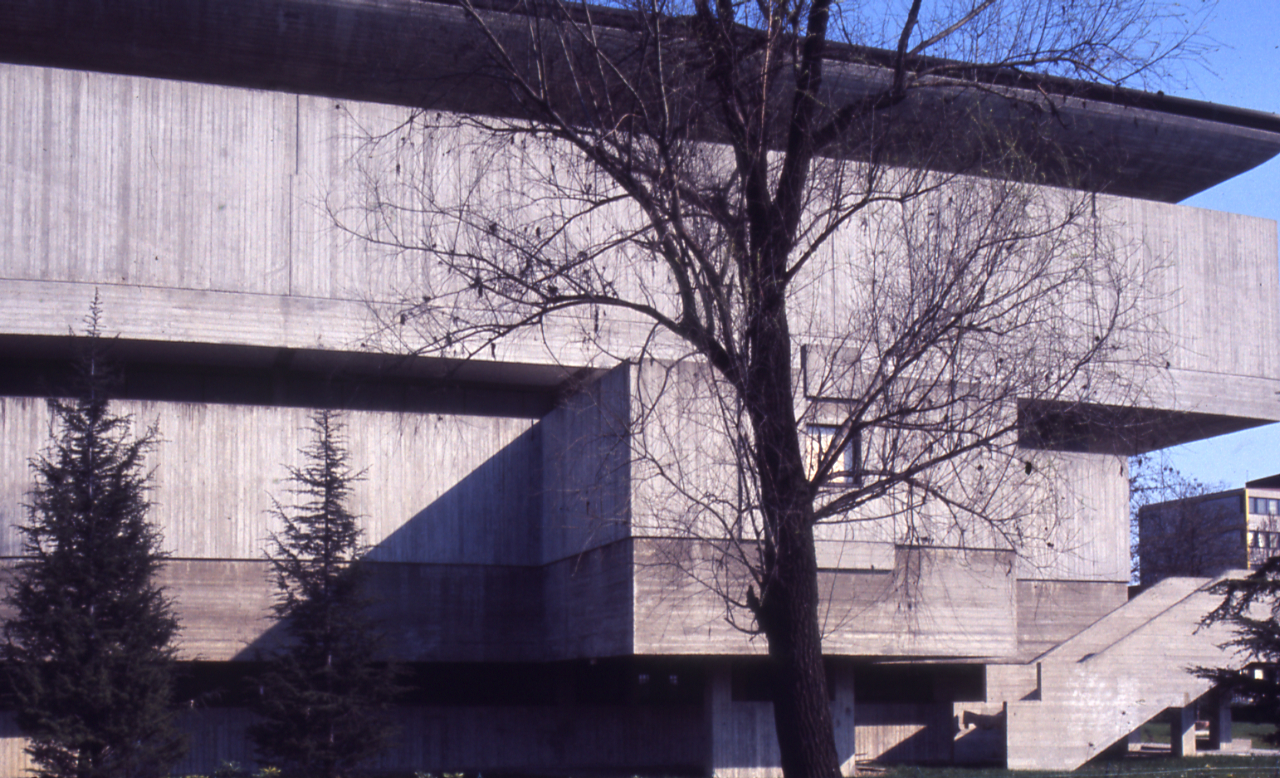
Здание Галереи современного искусства Болоньи

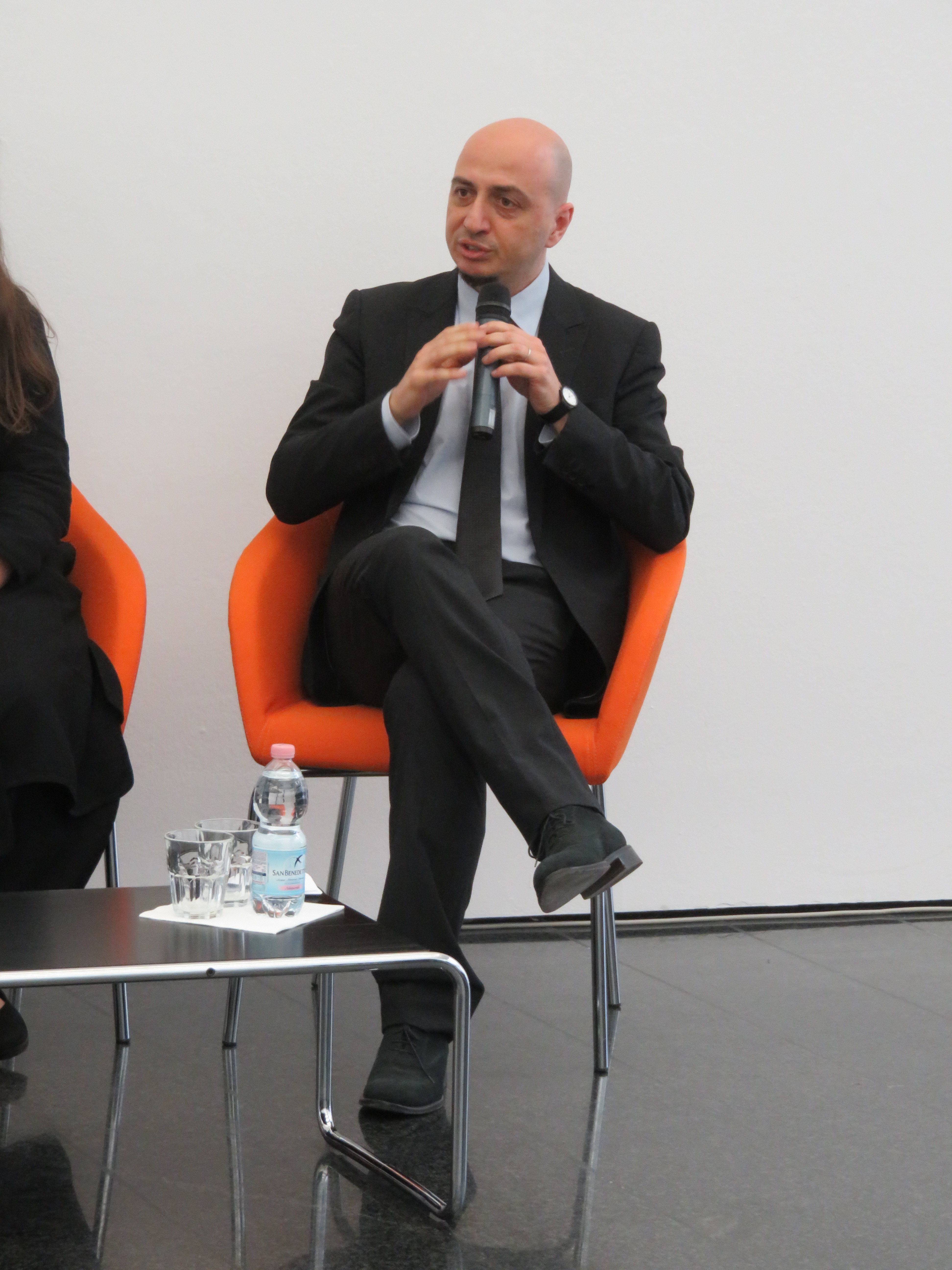
Джанфранко Мараньелло, 2017 год

Музей современного искусства в Болонье начал существовать как самостоятельный объект во второй половине 1990-х годов, когда коллекция Галереи современного искусства Болоньи стала настолько большой, что для неё потребовались новые пространства для собственной коллекции и выставок современного искусства.
Лоренцо Сассоли де Бьянки — итальянский предприниматель и меценат, известный своей репутацией коллекционера, был назначен президентом Галереи современного искусства Болоньи в 1995 году; в 2009 году он был утверждён в этой должности еще на 5 лет. Сассоли де Бьянки разработал программу, согласно которой новый музей должен был изменить свою культурную роль не только в Болонье, но и во всей Италии. В 2005 году муниципалитет назначил итальянского историка искусства Джанфранко Мараньелло, директором создаваемого музея, миссией которого стало не только экспозиционное  пространство, а экспериментальная площадка для современных художников — благодаря международной организации Contemporary Art Network.
Музей современного искусства в Болонье был торжественно открыт в мае 2007 года и располагается в реконструированном здании бывшей муниципальной пекарни Forno del pane, построенной в 1915 году по указанию мэра Франческо Занарди и впоследствии расширенной в 1928—1929 годах. Проект восстановления и реконструкции здания начался во второй половине 1990-х годов по проекту архитектора Альдо Росси. В здании, отстроенном компанией Finanziaria Bologna Metropolitana при сотрудничестве с миланской студией Studio Arassociati, на площади в 9500 м² размещено более 3500 произведений искусства второй половины XX – начала XXI веков. Экспозиция делится на девять тематических частей. В 2012 году в музей перенесена коллекция работ Джорджо Моранди, состоящая из 200 полотен известного итальянского художника, ранее находившаяся в Музее Моранди.
С 14 июля по 16 ноября 2016 года в болонском музее прошла ретроспективная выставка Дэвида Боуи, посвященная знаменитому британскому музыканту, организованная лондонским Музеем Виктории и Альберта. Выставка, которую посетили более 130 000 человек, была одной из самых посещаемых в Италии в 2016 году.
Музей открыт во вторник, среду и с пятницы по воскресенье: с 10.00 до 18.00; в четверг – с 10.00 до 22.00. В нём имеется библиотека, конференц-зал, учебные помещения, книжный магазин и кафе-ресторан.
Музей современного искусства в Болонье является ведущим партнером в проекте Didart art teaching project, осуществляемом при поддержке Культурной программы Европейского союза (EU Culture Programme).

## Постоянная коллекция
Постоянная экспозиция имеет девять тематических разделов:
- Arte e ideologia
- 1977 − Arte e Azione
- 1968. 1 Nuove Prospettive
- 1968. 2 Arte Povera
- Forma 1
- L'Informale
- Arcangeli: L'ultimo Naturalismo
- Focus on Contemporary Italian Art
- Nuove acquisizioni

В ней имеются работы современных художников, в том числе: Ренато Гуттузо, Сальваторе Гарау, Лучо Фонтаны, Марины Абрамович, Уго Аттарди, Джузеппе Пеноне, Ванессы Бикрофт, Маурицио Каттелана, Леонсильо Леонарди, Марио Мерца, Зорана Музича, Луиджи Онтани, Джины Пан, Консетто Поццати, Миммо Ротеллы, Марио Шифано, Антони Тапиеса и других.

Некоторые работы
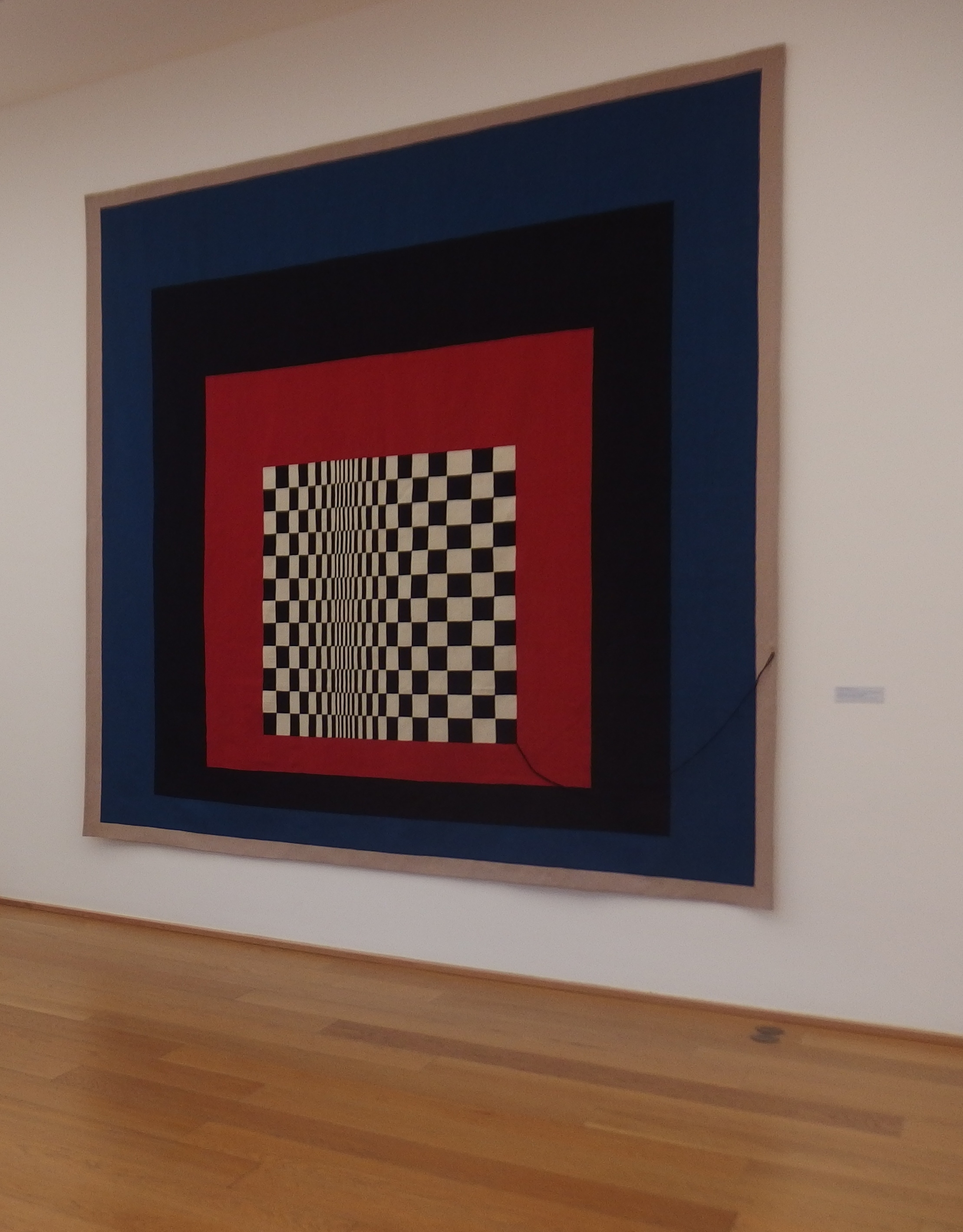
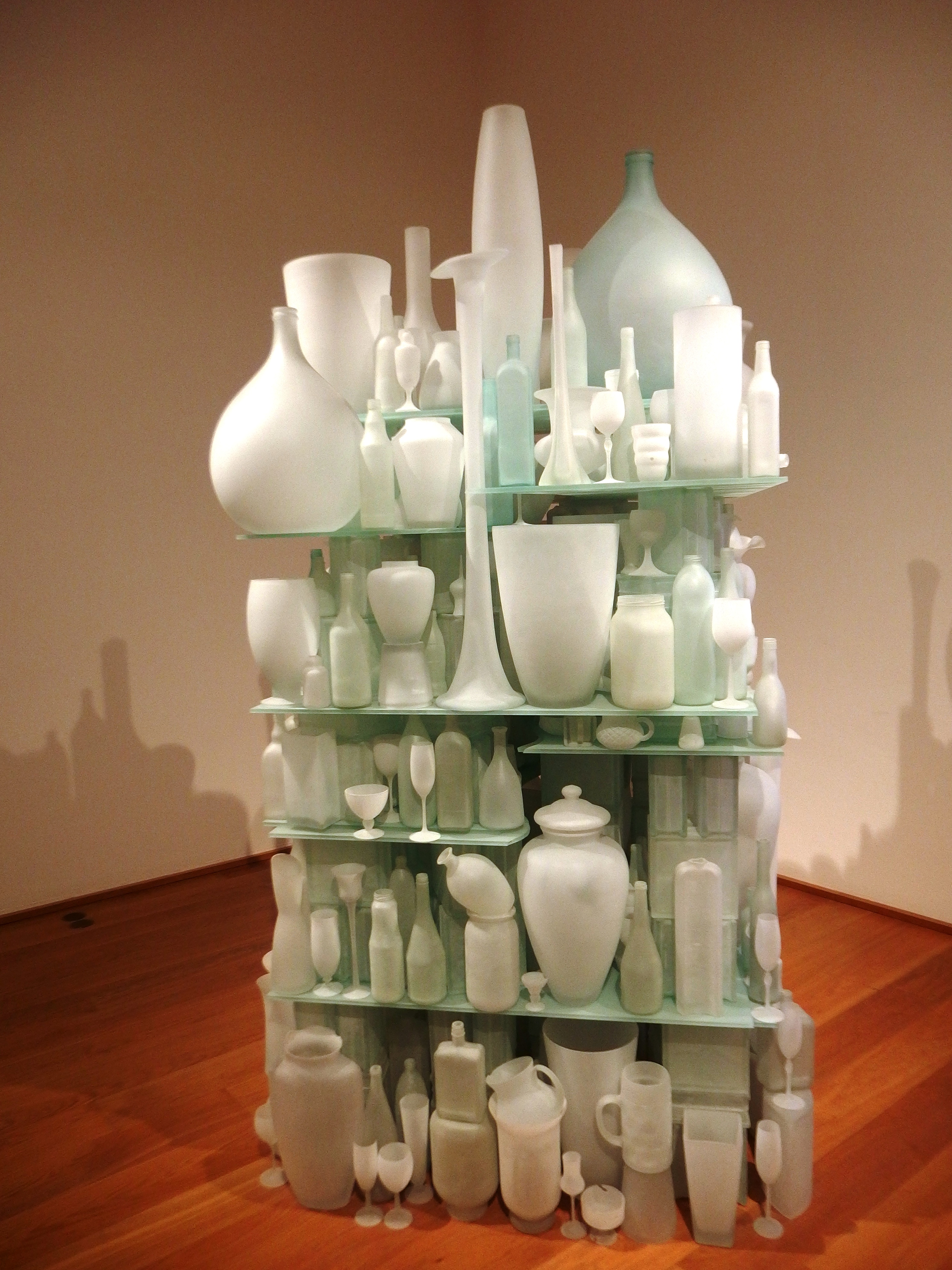